# NCP San José Teacalco
NCP San José Teacalco är en ort i Mexiko.   Den ligger i kommunen Huamantla och delstaten Tlaxcala, i den sydöstra delen av landet, 120 km öster om huvudstaden Mexico City. NCP San José Teacalco ligger 2 668 meter över havet och antalet invånare är 243.
Terrängen runt NCP San José Teacalco är varierad. Runt NCP San José Teacalco är det mycket tätbefolkat, med 2 261 invånare per kvadratkilometer. Närmaste större samhälle är Apizaco, 17,8 km nordväst om NCP San José Teacalco. Trakten runt NCP San José Teacalco består till största delen av jordbruksmark.